# Stazione di Yoyogi
La stazione di Yoyogi (代々木駅?, Yoyogi-eki) è una stazione ferroviaria di Tokyo, si trova a Shibuya, è raggiunta sia da linee ferroviarie normali che da linee ferroviarie metropolitane.

## Storia
la stazione fu inaugurata il 23 settembre 1906 come una stazione privata situata sulla linea Chūō. Solo una settimana dopo l'impianto fu nazionalizzato ad opera delle Ferrovie Nazionali Giapponesi. Nel 2000 anche la Linea Ōedo fu fatta passare per questa stazione.

## Linee

### Treni
East Japan Railway Company
■ Linea Yamanote
■ Linea Chūō-Sōbu

### Metropolitana
Toei
 Linea Ōedo

## Struttura

### Stazione JR
La stazione è servita dalla linea Yamanote e dalla Chūō-Sōbu, con 4 binari totali serviti da due banchine laterali e una centrale a isola. 
| 1 | ■ Linea Yamanote  | per Shinjuku, Ikebukuro e Ueno               |
| 2 | ■ Linea Yamanote  | per Harajuku, Shibuya e Shinagawa            |
| 3 | ■ Linea Chūō-Sōbu | per Nakano, Mitaka e Tachikawa               |
| 4 | ■ Linea Chūō-Sōbu | per Sendagaya, Ochanomizu, Akihabara e Chiba |

### Stazione Toei
La stazione della metropolitana si trova sottoterra, servita da due binari con una banchina a isola centrale.
La stazione è servita dalla linea Yamanote e dalla Chūō-Sōbu, con 4 binari totali serviti da due banchine laterali e una centrale a isola. 
| 1 | Linea Ōedo | per Roppongi, Daimon e Monzen-Nakachō |
| 2 | Linea Ōedo | per Tochōmae e Hikarigaoka            |

## Stazioni adiacenti
| «                 | Servizio       | »              |
| Linea Yamanote    | Linea Yamanote | Linea Yamanote |
| ----------------- | -------------- | -------------- |
| Harajuku          | Locale         | Shinjuku       |
| Linea Chūō-Sōbu   |                |                |
| Sendagaya         | Locale         | Shinjuku       |
| Linea Ōedo        |                |                |
| Kokuritsu-Kyōgijō | -              | Shinjuku       |